# Клінтон (округ, Іллінойс)
Шаблон:StateAbbr_ 38°37′ пн. ш. 89°25′ зх. д. / 38.61° пн. ш. 89.42° зх. д.
Округ  Клінтон (англ. Clinton County) — округ (графство) у штаті  Іллінойс, США. Ідентифікатор округу 17027.

## Історія
Округ утворений 1824 року.

## Демографія
За даними перепису 
2000 року 
загальне населення округу становило 35535 осіб, зокрема міського населення було 20726, а сільського — 14809.
Серед мешканців округу чоловіків було 18336, а жінок — 17199. В окрузі було 12754 домогосподарства, 9226 родин, які мешкали в 13805 будинках.
Середній розмір родини становив 3,1.
Віковий розподіл населення поданий у таблиці:
| Стать    | До 15 років | 15-21 | 22-29 | 30-39 | 40-49 | 50-65 | 65-85 | Понад 85 |
| -------- | ----------- | ----- | ----- | ----- | ----- | ----- | ----- | -------- |
| Чоловіки | 3689        | 2002  | 2069  | 3022  | 2924  | 2518  | 1939  | 173      |
| Жінки    | 3528        | 1556  | 1453  | 2549  | 2559  | 2535  | 2555  | 464      |

## Суміжні округи
- Бонд — північ
- Фаєтт — північний схід
- Меріон — схід
- Вашингтон — південь
- Сент-Клер — захід
- Медісон — північний захід

## Виноски
1. ↑  US Decennial Census. US Census Bureau. Архів оригіналу за 26 квітня 2015. Процитовано 4 липня 2014.
2. ↑  Historical Census Browser. University of Virginia Library. Архів оригіналу за 26 грудня 2013. Процитовано 4 липня 2014.
3. ↑  Population of Counties by Decennial Census: 1900 to 1990. US Census Bureau. Архів оригіналу за 24 квітня 2014. Процитовано 4 липня 2014.
4. ↑  Census 2000 PHC-T-4. Ranking Tables for Counties: 1990 and 2000 (PDF). US Census Bureau. Архів (PDF) оригіналу за 18 грудня 2014. Процитовано 4 липня 2014.
5. ↑  State & County QuickFacts. US Census Bureau. Архів оригіналу за 14 липня 2014. Процитовано 4 липня 2014.(англ.) Наведено за англійською вікіпедією.
6. ↑  American FactFinder. Бюро перепису населення США. Архів оригіналу за 29 липня 2011. Процитовано 31 січня 2008.

| США | Це незавершена стаття з географії США. Ви можете допомогти проєкту, виправивши або дописавши її. |